# Журавльовка (Частоозерський округ)
Журавльо́вка (рос. Журавлёвка) — присілок у складі Частоозерського округу Курганської області, Росія.
Населення — 23 особи (2010, 54 у 2002).
Національний склад станом на 2002 рік:
- росіяни — 96 %